# 昆明市人民代表大会常务委员会
昆明市人民代表大会常务委员会（简称昆明市人大常委会）是中华人民共和国云南省昆明市人民代表大会的常设机关，对昆明市人民代表大会负责并报告工作。依法在本市行政区内行使监督权、重大事项决定权和国家机关工作人员任免权。

## 历史沿革
中华人民共和国1954年宪法及地方组织法并未规定设置县级以上人大的常务机关。1979年7月，第五届全国人民代表大会第二次会议通过《关于修正中华人民共和国宪法若干规定的决议》，其中规定：“县和县以上地方各级人民代表大会设立常务委员会，它是本级人民代表大会的常设机关”。1981年6月21日至30日，昆明市第七届人民代表大会第一次会议在昆明市人民政府礼堂召开，依法选举产生昆明市第七届人民代表大会常务委员会组成人员。

## 机构设置
- 昆明市人大常委会办公室
- 昆明市人大法制委员会
- 昆明市人大内务司法委员会
- 昆明市人大财政经济委员会
- 昆明市人大城乡建设环境保护委员会
- 昆明市人大教育科学文化卫生委员会
- 昆明市人大民族宗教委员会
- 昆明市人大农业农村委员会
- 昆明市人大社会建设委员会
- 昆明市人大常委会人事代表工作委员会
- 昆明市人大常委会外事华侨工作委员会
- 昆明市人大常委会预算工作委员会
- 机关党委

## 历届组成人员
第七届
- 任期：1981年6月－1985年12月
- 主任：何波
- 副主任：朱作欣（1983年12月辞任）、曾恕怀（1983年2月逝世）、许兴汉、马泽如（1983年12月免去）、苏亦俊（1983年12月辞任）、钱东平（1983年12月辞任）、普永寿（1982年3月增选）、高怀（1982年3月增选，1983年12月辞任）、徐仁信（1983年12月增选）、王昭明（1983年12月增选）、江风（1983年12月增选）、马荣凯（1983年12月增选）、吴振山（1983年12月增选）、张正（1983年12月增选）、张维俊（1983年12月增选）、郭淑华（1983年12月增选）
- 秘书长：

第八届
- 任期：1985年12月－1991年3月
- 主任：王希三
- 副主任：徐仁信、王昭明、普永寿、许兴汉（1987年3月辞任）、江风、马荣凯（1985年12月逝世）、张正、张维俊、郭淑华、王家福、陈克恭（1987年3月补选）、吴俊南（1987年3月补选）
- 秘书长：普永寿（1986年1月－1986年11月） → 段茂成（1986年11月－1988年10月）

第九届
- 任期：1991年3月－1996年3月
- 主任：
- 副主任：
- 秘书长：

第十届
- 任期：1996年3月－2001年3月
- 主任：
- 副主任：
- 秘书长：

第十一届
- 任期：2001年3月－2006年2月
- 主任：李庄
- 副主任：
- 秘书长：

第十二届
- 任期：2006年2月－2011年1月
- 主任：李培山
- 副主任：宋黎明、田翎、杨丽、张显忠、王俊斌、董利华、夏静
- 秘书长：韩成富

第十三届
- 任期：2011年1月－2017年3月
- 主任：杨远翔（2016年1月辞任） → 拉玛·兴高（2016年1月当选）
- 副主任：宋黎明、田翎、张显忠、夏静、戚永宏、郭子贞
- 秘书长：吴庆昆

第十四届
- 任期：2017年3月[3]－2022年1月
- 主任：拉玛·兴高（2021年1月辞任） → 杨正晓（2021年2月当选）
- 副主任：金志伟、常敏、戚永宏、马凤伦、赵学锋（2019年2月辞任）、毕惠芝、何健升（2020年5月当选）
- 秘书长：吴庆昆 → 李庆平（2020年5月当选[4]）

第十五届
- 任期：2022年1月－
- 主任：杨正晓
- 党组书记刘申寿（2025年7月28日当选）
- 副主任：何健升(-2025年2月)、董林(-2022年9月)、毕惠芝(-2023年8月)、唐琪、王忠、李开德、陈江(2024年1月-)
- 秘书长：李庆平